# Fethi Paşa Korusu
Fethi Paşa Korusu (Bosque del Pachá Fethi) es un extenso parque de Estambul, Turquía. Se encuentra en una ladera que llega hasta la costa del Bósforo junto al barrio de Kuzguncuk, en el distrito de Üsküdar. Su nombre proviene del gobernador, embajador y ministro otomano Fethi Ahmet. Tras años de abandono, se restauró y abrió al público recientemente. Cuenta con unas impresionantes vistas el Puente del Bósforo y la parte europea de la capital turca.